# Dave Koz
Dave Koz (Encino, California, 27 de marzo de 1963) es un saxofonista estadounidense de smooth jazz.

## Historial
Koz estudió en la William Howard Taft High School, en Woodland Hills, California, tocando el saxo en la big band de la escuela. Tras graduarse en la UCLA en 1986, se dedicó profesionalmente a la música.  Su primer trabajo fue con Bobby Caldwell.  El resto de la década de 1980, Koz trabajó como músico de sesión con diversas bandas, realizando giras con Jeff Lorber y Richard Marx. También tocó en la banda estable del programa de CBS The Pat Sajak Show, con Tom Scott con líder de la banda.
En 1990, Koz decidió continuar su carrera en solitario y firmó contrato con Capitol Records. En este sello, publicó Lucky Man, The Dance, y Saxophonic. Saxophonic fue nominada a los  Premios Grammy y a los NAACP Image Awards.
En 1994, Koz comenzó a presentar un programa de radio, The Dave Koz Radio Show, en el que presentaba a músicos recientes y realizaba entrevistas a los principales artistas del género. También codirigió el The Dave Koz Morning Show con Pat Prescott, en la emisora 94.7 The Wave, una estación de Los Ángeles, especializada en smooth jazz, durante seis años.  Dejó el show en enero de 2007 y fue sustituido por Brian McKnight.
En 2002, Koz puso en marcha un sello discográfico, "Rendezvous Entertainment", con Frank Cody y Hyman Katz.  En abril de 2004, en una entrevista en The Advocate, Koz hizo pública su homosexualidad. En 2006, Koz fue elegido para presentar otro show de radio especializado, en la Broadcast Architecture's new Smooth Jazz Network.  En 2007, Capitol Records/EMI publicó "Forever Cool", con la participación del cantante Dean Martin.
En los años recientes, Koz ha mantenido su participación en diversos shows de radio y televisión,
El 22 de septiembre de 2009, Koz recibió una estrella en el Hollywood Walk of Fame.

## Discografía
Las grabaciones editadas de Koz, incluyen:

### Álbumes
- Dave Koz (1990)
- Lucky Man (1993)
- Off the Beaten Path (1996)
- Live From Trinidad (1996)
- December Makes Me Feel This Way (1997)
- The Dance (1999)
- A Smooth Jazz Christmas (2001)
- Golden Slumbers: A Father's Lullaby (2002)
- Saxophonic (2003)
- Golden Slumbers: A Father's Love (2005)
- At the Movies (2007)
- At the Movies, Double Feature 2008
- Memories of a Winter's Night (2007)
- Greatest Hits (Sept. 2008)
- Hello Tomorrow (2010)
- Live at the Blue Note Tokyo (2013)
- Dave Koz & Friends – Summer Horns (2013)
- The 25th Of December (2014)

### EPs
- Castle of Dreams, (1990)
- Nothing But the Radio On, (1990)
- Faces of the Heart (Tema de la serie de TV, General Hospital), (1993)
- Lucky Man, (1994)
- Somewhere/Summer of '42', (2006)
- It Might Be You, (2007)

### Singles
| Año  | Sencillo                                                        | Posición en listas | Posición en listas      | Posición en listas |
| Año  | Sencillo                                                        | U.S. Hot 100       | U.S. Adult Contemporary | Jazz               |
| ---- | --------------------------------------------------------------- | ------------------ | ----------------------- | ------------------ |
| 1990 | "Emily"                                                         | —                  | —                       | —                  |
| 1991 | "Castle of Dreams"                                              | —                  | 13                      | —                  |
| 1991 | "Nothing But the Radio On"                                      | —                  | 20                      | —                  |
| 1993 | "You Make Me Smile"                                             | —                  | 20                      | —                  |
| 1993 | "Faces of the Heart (ABC Daytime's General Hospital Theme Song) | —                  | —                       | —                  |
| 1994 | "Lucky Man"                                                     | —                  | —                       | —                  |
| 1999 | "Together Again"                                                | —                  | —                       | —                  |
| 2000 | "Careless Whisper" (featuring Montell Jordan)                   | —                  | —                       | 30                 |
| 2000 | "Know You by Heart"                                             | —                  | —                       | 26                 |
| 2006 | "Somewhere/Summer of '42"                                       | —                  | —                       | —                  |
| 2007 | "The Pink Panther Theme"                                        | —                  | —                       | 27                 |
| 2007 | "It Might Be You"                                               | —                  | —                       | —                  |
| 2007 | "White Christmas"                                               | —                  | —                       | 22                 |
| 2008 | "Life in the Fast Lane"                                         | —                  | —                       | 1                  |
| 2008 | "White Christmas" (rechart)                                     | —                  | —                       | 14                 |
| 2010 | "And Then I Knew"                                               | —                  | —                       | 13                 |
| 2010 | "Put The Top Down"                                              | —                  | —                       | 1                  |
| 2011 | "Starting Over Again"                                           | —                  | —                       | 1                  |
| 2011 | "Anything's Possible"                                           | —                  | —                       | 1                  |

### Apariciones en recopilatorios
- The Weather Channel Presents: The Best of Smooth Jazz, (2007)
- Taro Gold The Diamond You, (2008)